# Atletica leggera ai Giochi della XVI Olimpiade - Staffetta 4×400 metri
La competizione della staffetta 4×400 metri maschile di atletica leggera ai Giochi della XVI Olimpiade si è disputata nei giorni 30 novembre e 1º dicembre 1956 al Melbourne Cricket Ground.

## Risultati

### Turni eliminatori
| 3 Batterie | 30 novembre | 15 iscritte | Si qualificano le prime 2. |
| Finale     | 1º dicembre | 6           |                            |

### Batterie
| Pos. | Nazione        | Atleti                                                      | Tempo Ufficiale | Tempo Ufficioso |
| ---- | -------------- | ----------------------------------------------------------- | --------------- | --------------- |
| 1    | Canada         | Laird Sloan Douglas Clement Murray Cockburn Terry Tobacco   | 3'10"6          | 3'10"59         |
| 2    | Stati Uniti    | Louis Jones John Mashburn Charlie Jenkins Tom Courtney      | 3'10"6          | 3'10"60         |
| 3    | Cecoslovacchia | Jaroslav Jirásek Václav Janeček Vilém Mandlík Josef Trousil | 3'10"8          | 3'10"96         |
| 4    | Finlandia      | Pentti Rekola Sven Osvald Mildh Eero Kivelä Voitto Hellstén | 3'11"4          | 3'11"52         |

| Pos. | Nazione    | Atleti                                                                      | Tempo Ufficiale | Tempo Ufficioso |
| ---- | ---------- | --------------------------------------------------------------------------- | --------------- | --------------- |
| 1    | Germania   | Jürgen Kühl Walter Oberste Manfred Poerschke Karl-Friedrich Haas            | 3'09"8          | 3'09"88         |
| 2    | Australia  | Leon Gregory David Lean Graham Gipson Kevan Gosper                          | 3'10"4          | 3'10"57         |
| 3    | Francia    | Jacques Degats Jean-Paul Martin du Gard Jean-Pierre Goudeau Pierre Haarhoff | 3'11"8          | 3'11"76         |
| 4    | Giappone   | Kanji Akagi Keiji Ogushi Shigeharu Suzuki Yoshitaka Muroya                  | 3'13"8          | 3'13"75         |
| 5    | Porto Rico | Ovidio de Jesús Ismael Delgado Francisco Rivera Iván Rodríguez              | 3'13"8          | 3'13"81         |
| 6    | Colombia   | Carlos Sierra Guillermo Zapata Alfonso Muñoz Jaime Aparicio                 | 3'27"4          |                 |

| Pos. | Nazione          | Atleti                                                            | Tempo Ufficiale | Tempo Ufficioso |
| ---- | ---------------- | ----------------------------------------------------------------- | --------------- | --------------- |
| 1    | Gran Bretagna    | John Salisbury Mike Wheeler Peter Higgins Derek Johnson           | 3'08"8          | 3'08"76         |
| 2    | Giamaica         | Keith Gardner George Kerr Mal Spence Mel Spence                   | 3'11"0          | 3'11"07         |
| 3    | Unione Sovietica | Konstantin Grachov Jurij Lituyev Anatolij Julin Ardalion Ignat'ev | 3'11"2          | 3'11"27         |
| 4    | Kenya            | Kamau Wanyoke Kiptalam Keter Kibet Boit Bartonjo Rotich           | 3'17"6          | 3'17"68         |
| 5    | Etiopia          | Ajanew Bayene Beyene Legesse Mamo Wolde Abebe Hailou              | 3'30"0          | 3'29"93         |

### Finale
La Giamaica, sesta, viene successivamente squalificata per aver ostacolato la Germania durante la seconda frazione di gara.
| Pos.    | Nazione       | Atleti                                                           | Tempo Ufficiale | Tempo Ufficioso |
| ------- | ------------- | ---------------------------------------------------------------- | --------------- | --------------- |
| Oro     | Stati Uniti   | Louis Jones John Mashburn Charlie Jenkins Tom Courtney           | 3'04"8          | 3'04"81         |
| Argento | Australia     | Leon Gregory David Lean Graham Gipson Kevan Gosper               | 3'06"2          | 3'06"19         |
| Bronzo  | Gran Bretagna | John Salisbury Mike Wheeler Peter Higgins Derek Johnson          | 3'07"2          | 3'07"19         |
| 4       | Germania      | Jürgen Kühl Walter Oberste Manfred Poerschke Karl-Friedrich Haas | 3'08"2          | 3'08"27         |
| 5       | Canada        | Laird Sloan Douglas Clement Murray Cockburn Terry Tobacco        | 3'10"2          | 3'10"33         |
| DQ      | Giamaica      | Keith Gardner George Kerr Mal Spence Mel Spence                  | [3'11"3]        | [3'11"50]       |